# Claudia Gamon
Claudia Angela Gamon, née le 23 décembre 1988 à Feldkirch, est une femme politique autrichienne.
Membre du parti NEOS, elle siège au Conseil national de 2015 à 2019 et au Parlement européen de 2019 à 2024.